# Anoda thurberi
Anoda thurberi är en malvaväxtart som beskrevs av Asa Gray. Anoda thurberi ingår i släktet glansmalvor, och familjen malvaväxter. Inga underarter finns listade i Catalogue of Life.